# Liste der stillgelegten Eisenbahnstrecken im Saarland

## Einstellung des Personenverkehrs auf Eisenbahnstrecken seit dem Jahre 1950
| Datum     | Streckenabschnitt        | Strecke                   | Spur- weite mm | G l e i s e | Länge (km) | Zustand 2000 | Zustand 2010 | Bemerkung |
| --------- | ------------------------ | ------------------------- | -------------- | ----------- | ---------- | ------------ | ------------ | --------- |
| nach 1945 | Hornbach – Brenschelbach | Zweibrücken–Brenschelbach | 1435           | 1           | 3,8        | abgebaut     | abgebaut     |           |

### 1950er Jahre
| Datum        | Streckenabschnitt                                       | Strecke                       | Spur- weite mm | G l e i s e | Länge (km) | Zustand 2000 | Zustand 2010 | Bemerkung                                                                   |
| ------------ | ------------------------------------------------------- | ----------------------------- | -------------- | ----------- | ---------- | ------------ | ------------ | --------------------------------------------------------------------------- |
| 4. Okt. 1952 | Reinheim (Saar) – Bliesbruck (Bliesbrücken, Lothringen) | Bierbach–Sarreguemines        | 1435           | 1           |            |              |              | ehemalige Strecke von Homburg und Zweibrücken nach Saargemünd/Sarreguemines |
| 1959         | Nonnweiler – Wadern                                     | Nonnweiler–Neunkirchen (Saar) | 1435           | 1           | 14,0       | abgebaut     | abgebaut     |                                                                             |
| 4. Okt. 1959 | Saarbrücken-Burbach EAW – Saarbrücken-Von der Heydt     | Saarbrücken-Von der Heydt     | 1435           | 1           | 3,8        |              |              |                                                                             |
| 1. Nov. 1959 | Büschfeld MBE – Losheim am See                          | Merzig Süd–Büschfeld          | 1435           | 1           | 9,9        |              |              |                                                                             |

### 1960er Jahre
| Datum        | Streckenabschnitt                        | Strecke                         | Spur- weite mm | G l e i s e | Länge (km) | Zustand 2000 | Zustand 2010 | Bemerkung                                 |
| ------------ | ---------------------------------------- | ------------------------------- | -------------- | ----------- | ---------- | ------------ | ------------ | ----------------------------------------- |
| 27. Mai 1962 | Merzig MBE – Losheim am See              | Merzig Süd–Büschfeld            | 1435           | 1           | 12,6       | Güterverkehr |              |                                           |
| 30. Mai 1964 | Neunkirchen-Dechen – Neunkirchen-Heinitz | Neunkirchen–Neunkirchen-Heinitz | 1435           | 1           | 0,7        | abgebaut     | abgebaut     | auch wird der 23. September 1967 genannt! |
| 25. Mai 1968 | Neunkirchen (Saar) Hbf – Königgrube      |                                 | 1435           | 1           |            |              |              |                                           |
| 1. Juni 1969 | Türkismühle – Hermeskeil                 | Trier–Türkismühle               | 1435           | 1           | 22,4       | Güterverkehr |              |                                           |
| 1. Juni 1969 | Türkismühle – Freisen                    | Türkismühle–Kusel               | 1435           | 1           | 11,5       | Güterverkehr |              |                                           |

### 1970er Jahre
| Datum        | Streckenabschnitt           | Strecke               | Spur- weite mm | G l e i s e | Länge (km) | Zustand 2000 | Zustand 2010 | Bemerkung |
| ------------ | --------------------------- | --------------------- | -------------- | ----------- | ---------- | ------------ | ------------ | --------- |
| 28. Mai 1972 | Überherrn – Hargarten-Falck | Völklingen–Thionville | 1435           | 1           | 5,7        | Güterverkehr |              |           |
| 30. Mai 1976 | Fürstenhausen – Großrosseln | Saarbrücken–Bous      | 1435           | 1           | 7,3        | Güterverkehr |              |           |

### 1980er Jahre
| Datum         | Streckenabschnitt                     | Strecke                       | Spur- weite mm | G l e i s e | Länge (km) | Zustand 2000  | Zustand 2010 | Bemerkung |
| ------------- | ------------------------------------- | ----------------------------- | -------------- | ----------- | ---------- | ------------- | ------------ | --------- |
| 1. Juni 1980  | Dillingen/Saar – Primsweiler          | Dillingen–Primsweiler         | 1435           | 1           | 12,8       | Güterverkehr  |              |           |
| 1. Juni 1980  | Saarbrücken-Burbach – Saarbrücken EAW |                               | 1435           | 1           |            |               |              |           |
| 1. Juni 1980  | Ottweiler – Schwarzerden              | Ottweiler–Schwarzerden        | 1435           | 1           | 21,0       | Güterverkehr  |              |           |
| 1. Juni 1980  | Lebach – Wadern                       | Nonnweiler–Neunkirchen (Saar) | 1435           | 1           | 21,5       |               |              |           |
| 27. Mai 1983  | Saarbrücken – Hostenbach              | Saarbrücken–Bous              | 1435           | 1           | 16,2       | Güterverkehr  |              |           |
| 23. Sep. 1983 | Oberthal – Tholey                     | St. Wendel–Tholey             | 1435           | 1           | 4,2        | abgebaut      | abgebaut     |           |
| 1. Juni 1984  | Sankt Wendel – Oberthal               | St. Wendel–Tholey             | 1435           | 1           | 8,8        | außer Betrieb |              |           |
| 27. Sep. 1985 | Lebach – Etzenhofen – Völklingen      | Lebach–Völklingen             | 1435           | 1           | 12,5       | außer Betrieb |              |           |
| 27. Sep. 1985 | Lebach – Etzenhofen – Völklingen      | Lebach–Völklingen             | 1435           | 1           | 9,5        | abgebaut      | abgebaut     |           |
| 29. Mai 1989  | Schwarzenacker – Einöd                | Homburg–Zweibrücken           | 1435           | 1           | 1,7        | außer Betrieb |              |           |

### 1990er Jahre
| Datum        | Streckenabschnitt         | Strecke                    | Spur- weite mm | G l e i s e | Länge (km) | Zustand 2000  | Zustand 2010 | Bemerkung                                                                                          |
| ------------ | ------------------------- | -------------------------- | -------------- | ----------- | ---------- | ------------- | ------------ | -------------------------------------------------------------------------------------------------- |
| 31. Mai 1991 | Homburg – Schwarzenacker  | Homburg–Zweibrücken        | 1435           | 1           | 5,7        | außer Betrieb |              | |
| 31. Mai 1991 | Schwarzenacker – Bierbach | St. Ingbert–Schwarzenacker | 1435           | 1           |            | außer Betrieb |              | |
| 31. Mai 1991 | Bierbach – Reinheim       | Bierbach–Sarreguemines     | 1435           | 1           | 17,4       | außer Betrieb |              | |
| 29. Mai 1992 | Völklingen – Überherrn    | Völklingen–Thionville      | 1435           | 1           | 14,0       | Güterverkehr  |              | |
| 28. Mai 1994 | Perl – Apach (Lothringen) | Trier–Thionville           | 1435           | 1           | 1,6        | Güterverkehr  |              | seit 10. Juni 2007 für zwei Wochenendzugpaare Metz – Trier wieder reaktiviert (ohne Halt in Apach) |

## Streckenstilllegungen (Einstellung des Gesamtverkehrs) seit 1950

### 1960er Jahre
| Datum        | Streckenabschnitt                  | Strecke                               | Spur- weite mm | G l e i s e | Länge (km) | Zustand 2000 | Zustand 2010 | Bemerkung |
| ------------ | ---------------------------------- | ------------------------------------- | -------------- | ----------- | ---------- | ------------ | ------------ | --------- |
| 1. Aug. 1966 | Brefeld – Maybach Grube            |                                       | 1435           | 1           |            |              |              |           |
| 1. Aug. 1966 | Ensdorf (Saar) – Griesborn (Grube) |                                       | 1435           | 1           |            |              |              |           |
| 1. Aug. 1966 | Völklingen – Püttlingen (Grube)    | Völklingen-Heidstock–Püttlingen Grube | 1435           | 1           |            |              |              |           |
| 1. Mai 1968  | Wadern – Nonnweiler                | Nonnweiler–Neunkirchen (Saar)         | 1435           | 1           |            | abgebaut     | abgebaut     |           |
| 1. Juni 1969 | Freisen – Schwarzerden             | Türkismühle–Kusel                     | 1435           | 1           | 10,8       | abgebaut     | abgebaut     |           |

### 1970er Jahre
| Datum        | Streckenabschnitt    | Strecke           | Spur- weite mm | G l e i s e | Länge (km) | Zustand 2000 | Zustand 2010 | Bemerkung |
| ------------ | -------------------- | ----------------- | -------------- | ----------- | ---------- | ------------ | ------------ | --------- |
| 1. Juni 1979 | Schwarzerden – Kusel | Türkismühle–Kusel | 1435           | 1           | 10,3       | abgebaut     | abgebaut     |           |

### 1980er Jahre
| Datum         | Streckenabschnitt                     | Strecke           | Spur- weite mm | G l e i s e | Länge (km) | Zustand 2000  | Zustand 2010 | Bemerkung |
| ------------- | ------------------------------------- | ----------------- | -------------- | ----------- | ---------- | ------------- | ------------ | --------- |
| 23. Mai 1982  | Neunkirchen (Saar) Hbf – Schiffweiler |                   | 1435           | 1           |            |               |              | Güterbahn |
| 29. Sep. 1985 | Völklingen – Etzenhofen               | Lebach–Völklingen | 1435           | 1           | 12,5       |               |              |           |
| 31. Mai 1987  | Oberthal – Tholey                     | St. Wendel–Tholey | 1435           | 1           | 8,8        | außer Betrieb |              |           |

### 1990er Jahre
| Datum        | Streckenabschnitt         | Strecke                    | Spur- weite mm | G l e i s e | Länge (km) | Zustand 2000  | Zustand 2010 | Bemerkung |
| ------------ | ------------------------- | -------------------------- | -------------- | ----------- | ---------- | ------------- | ------------ | --------- |
| 1. Apr. 1996 | Homburg – Schwarzenacker  | Homburg–Zweibrücken        | 1435           | 1           | 5,7        | außer Betrieb |              |           |
| 1. Apr. 1996 | Schwarzenacker – Bierbach | St. Ingbert–Schwarzenacker | 1435           | 1           |            | außer Betrieb |              |           |

### 2000er Jahre
| Datum         | Streckenabschnitt                     | Strecke           | Spur- weite mm | G l e i s e | Länge (km) | Zustand 2000 | Zustand 2010 | Bemerkung |
| ------------- | ------------------------------------- | ----------------- | -------------- | ----------- | ---------- | ------------ | ------------ | --------- |
| 21. Sep. 2007 | Anst Wolfersweiler (km 6,0) – Freisen | Türkismühle–Kusel | 1435           | 1           | 5,5 km     | Güterverkehr |              |           |